# Amina Salum Ali
Pour les articles homonymes, voir Ali.
Amina Salum Ali (née le 24 octobre 1956) est une femme politique tanzanienne. Elle est ambassadrice de l'Union africaine aux États-Unis de 2007 à 2017. Remplacée par Arikana Chihombori-Quao, elle devient ministre du Commerce et de l'Industrie du gouvernement de Zanzibar.

## Formation
Elle fait ses études à l'école primaire de Ng'ambo, puis les écoles secondaires de Tumekuja (niveau O) et de Lumumba (niveau A). Elle étudie l'économie avec une licence d'économie obtenue en 1979 à l'Université de Delhi. Elle est également titulaire d'un MBA  en gestion d'entreprise en 1981 de l'université Savitribai-Phule de Pune,.

## Carrière politique
Elle commence sa carrière en 1981 en tant qu'assistante de planification au sein du gouvernement de Zanzibar, puis devient directrice du commerce extérieur au ministère du Commerce de en 1982. En 1984, elle rejoint le ministère des Finances, où elle est vice-ministre des Finances de Zanzibar de 1985 à 1988. Deux ans plus tard, elle devient ministre des Finances de Zanzibar et, en 2000, membre de la Commission de planification,,.
Le 13 avril 2007, elle est nommée ambassadrice de l'Union africaine à Washington, D.C., où ses lettres de créance sont reçues le 25 juillet 2007. Sa mission est de « développer et promouvoir les relations avec l'administration américaine, entreprendre la mobilisation des ressources et consolider des relations institutionnelles constructives et productives entre l'Union africaine et les Africains de la diaspora, les institutions de Bretton Woods et d'autres parties prenantes. »
En juin 2015, elle se déclare candidate (en) à la présidence lors des élections de 2015.
En 2016, elle retourne au ministère du Commerce, de l'Industrie et du Marketing à Zanzibar. En 2021, le président Hussein Mwinyi la nomme présidente du Bureau des statistiques de Zanzibar.
Amina Salum Ali est membre du parti Chama Cha Mapinduzi (CCM). En 2005, elle ne réussit pas à s'imposer face à John Magufuli comme candidate à la présidence.
Elle est membre de la Chambre des représentants depuis 1990 et a également été députée de 2012 à 2015.
Amina Salum Ali est membre du conseil d'administration de diverses institutions telles que la Tanzania Telecommunication Company et l'université Mzumbe de Morogoro. En outre, elle a créé plusieurs institutions de renforcement des capacités, notamment l'Institution de l'administration financière et le Fonds présidentiel pour l'autosuffisance.
Elle est également la fondatrice du Zanzibar Women Welfare Trust, une ONG qui soutient le développement des femmes et des enfants afin de lutter contre des problèmes de santé dévastateurs tels que le VIH/SIDA.